# Empidonax wrightii
Empidonax wrightii е вид птица от семейство Tyrannidae.

## Разпространение
Видът е разпространен в Канада, Мексико и САЩ.